# David van Voorst Evekink
David van Voorst Evekink (Zutphen, 31 december 1890 – Londen, 16 maart 1950) was een Nederlands militair.

## Loopbaan
In 1939 en 1940 was overste Van Voorst Evekink militair attaché in Parijs. Na het uitbreken van de oorlog vertrok hij naar Engeland waar hij tot kolonel werd bevorderd.
In september 1941 werd hij als generaal-majoor commandant van de Prinses Irene Brigade. Hij wilde met de Brigade naar Nederlands-Indië gaan en werd daarin ondersteund door koningin Wilhelmina en prins Bernhard. Niet alle leden van de Brigade waren enthousiast want velen wilden liever tegen de Duitsers vechten. Van Voorst Evekink werd opgevolgd door kolonel A.C. de Ruyter van Steveninck, maar op 6 januari 1942 vertrokken ze per trein van Wolverhampton naar Gourock en de volgende dag van Glasgow aan boord van koopvaardijschip Hr. Ms. Colombia van de KNSM naar de Oost. Het schip had ook torpedo's aan boord en werd door een konvooi beschermd. Ze kwamen op 7 maart 1942 in Colombo aan, dit was echter twee dagen voordat Generaal H. Ten Poorten de capitulatie van het Koninklijk Nederlands-Indisch Leger (KNIL) te Kalidjati tekende.
Admiraal Helfrich, Bevelhebber van de Strijdkrachten in het Oosten, stelde voor de brigade naar Engeland terug te sturen, maar dit gebeurde niet. Van Voorst Evekink ging wel terug en werd hoofd van een nieuw Bureau van Oorlog: het bureau Organisatie Generale Staf.
Van 1945-1950 was hij militair attaché in Londen.

## Militaire loopbaan
- Tweede luitenant: 29 juni 1911[1]
- Eerste luitenant: 29 juli[2] 1915[1]
- Ritmeester: 21 januari[2] 1927[1]
- Majoor: 1 november 1936[2]
- Luitenant-kolonel: 1 november 1938[2]
- Kolonel:
- Generaal-majoor: september 1941
- Luitenant-generaal:

## Onderscheidingen
- Ridder in de Orde van Oranje Nassau[2]
- Onderscheidingsteken voor Langdurige Dienst als officier met jaarteken XXX[2]
- Mobilisatiekruis 1914-1918[2]
- Vaardigheidsmedaille van de Nederlandse Sport Federatie[2]
- Watersnoodmedaille 1926 in brons[2]
- Lid in de Orde van het Bad op 11 juni 1947[2]
- Officier in de Orde Polonia Restituta[2]
- Ridder der Eerste Klasse in de Orde van het Zwaard[2]
- Ridder in de Orde van de Dannebrog[2]
- Commandeur in de Orde van Leopold II[2]
- Militair Kruis, der Eerste Klasse (nr.138) op 22 oktober 1943[2]

## Publicatie
- De praktijk van het militaire tuchtrecht : handboek ten dienste van hen, die bij de Koninklijke Landmacht met eenig gezag zijn bekleed, Den Haag: Mouton, 1946